# 坊つちやん
- 坊っちやん
- 坊っちゃん
- 坊ちやん
- 坊ちゃん

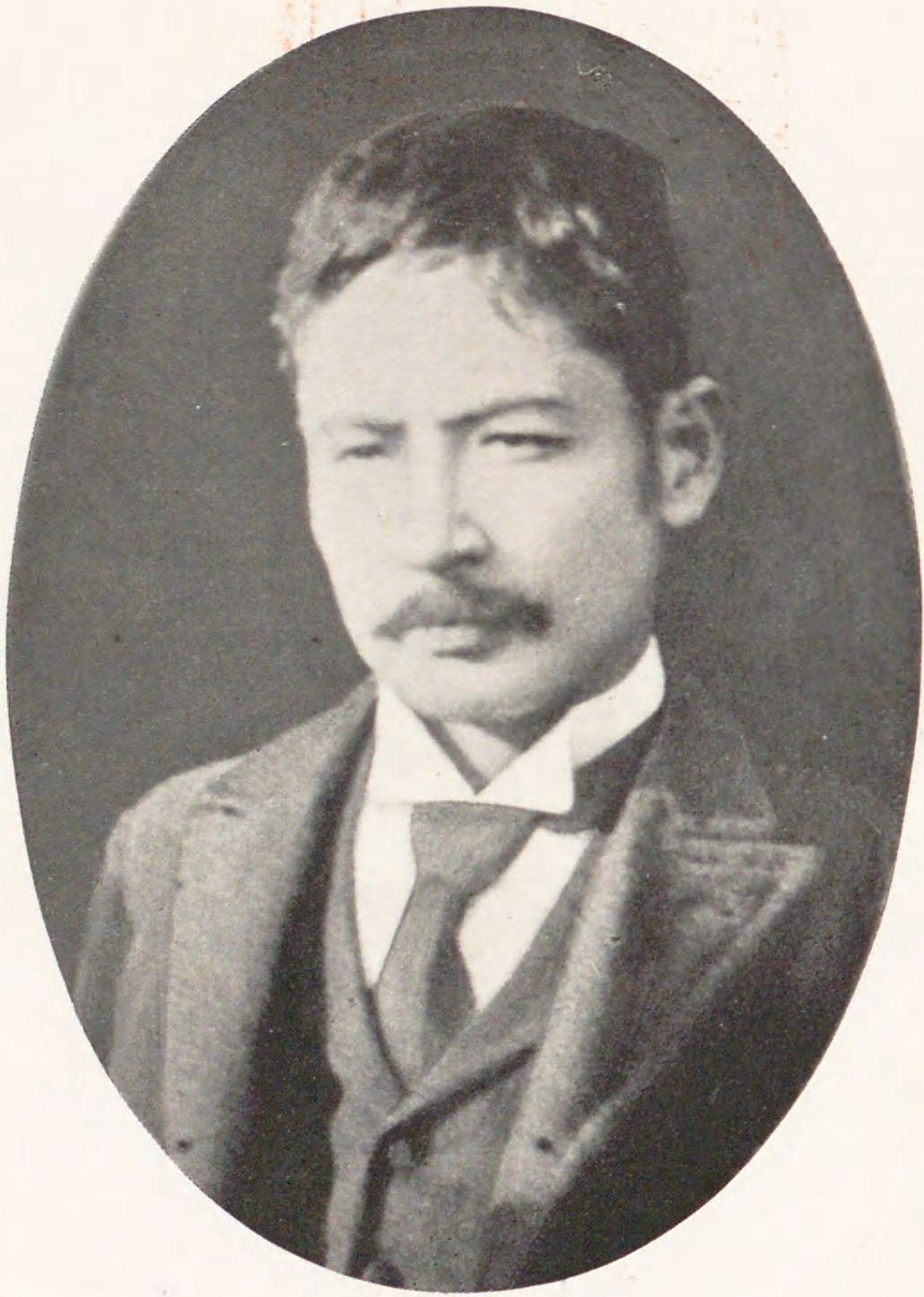
愛媛県尋常中学校教師の夏目漱石（1896年3月）

『坊つちやん』（ぼっちゃん）は、夏目漱石による日本の中編小説。現代表記では『坊っちゃん』。
1906年（明治39年）、『ホトトギス』第九巻第七号（4月1日）の「附録」（別冊ではない）として発表。1907年（明治40年）1月1日発行の『鶉籠（ウズラカゴ）』（春陽堂刊）に収録された。その後は単独で単行本化されているものも多い。
登場する人物の描写が滑稽で、わんぱく坊主のいたずらあり、悪口雑言あり、暴力沙汰あり、痴情のもつれあり、義理人情ありと、他の漱石作品と比べて大衆的であり、漱石の小説の中で最も多くの人に愛読されている作品である。
生原稿は、奈良県天理市の天理大学附属天理図書館に所蔵されている。

## あらすじ
親譲りの無鉄砲で子供の頃から損ばかりしている坊っちゃんは、家族から疎まれる少年期を過ごす。そんな中、下女の清だけは坊っちゃんの曲がったことが大嫌いな性格を（褒められるのをお世辞だろうからと言われてもそれを）気に入り、可愛がってくれていた。
父親と死別後、兄から渡された600円（兄は同時に清に与えるようにと50円を渡した）を学費に東京の物理学校に入学。卒業後8日目、母校の校長の誘いに「行きましょうと即席に返事をした」ことから四国の旧制中学校に数学の教師（月給40円）として赴任した。授業は1週21時間（第7章）。そこで教頭の「赤シャツ」や美術教師の「野だいこ」、数学主任の「山嵐」、英語教師の「うらなり」と出会う。
赴任先で蕎麦屋に入って、天麩羅を4杯頼んだこと、団子を2皿食べたこと、温泉の浴槽で遊泳したことを生徒から冷やかされ、初めての宿直の夜に寄宿生達から手ひどい嫌がらせを受けた坊っちゃんは、寄宿生らの処分を訴えるが、赤シャツや教員の大勢は事なかれ主義から教師全体の責任としながら、坊っちゃんに生徒の責任を転嫁しようとした。この時に筋を通す処分を主張したのは、仲違い中の山嵐だった。結局生徒達は坊っちゃんに謝罪させられ厳罰を受けることになるが、宿直当日に坊っちゃんも温泉街へ無断外出をしたため、外食店への出入り禁止を言い渡される。
やがて坊っちゃんは、赤シャツがうらなりの婚約者であるマドンナへの横恋慕からうらなりを左遷したことを知り、義憤にかられる。このことで坊っちゃんと山嵐は過去の諍いを水に流し意気投合。彼らを懲らしめるための策を練るが、赤シャツの陰謀によって山嵐が辞職に追い込まれてしまう。坊っちゃんと山嵐は、赤シャツの不祥事を暴くための監視を始め、ついに夜明けに芸者遊び帰りの赤シャツと腰巾着の野だいこを取り押さえる。当初の予定通り、芸者遊びについて山嵐と共に詰問し、しらを切る彼らに天誅を加えた。
即刻辞職した坊っちゃんは、東京に帰郷。清を下女として雇い、街鉄の技手（月給25円）となった。

## 登場人物
坊っちゃん
本編の主人公。語り手で、一人称は地文では「おれ」。会話では目上の人物に対して「わたし」「ぼく」も使う。
東京の物理学校（現在の東京理科大学の前身）を卒業したばかりの江戸っ子気質で血気盛んで無鉄砲な新任教師。新聞報道に「近頃東京（江戸）から赴任した生意気なる某」とあるのに立腹して「れっきとした姓もあり名もある」と言いながら本名、実名は明らかにされない。「坊っちゃん」とは、清が主人公を呼ぶ呼び名であり、また第11章では野だいこから「勇み肌の坊っちゃん」と馬鹿にされる。無鉄砲な江戸っ子気質の持ち主。いたずら好きで喧嘩っ早い性格ゆえに両親からは冷たく扱われ、兄と不仲である。本人の弁によれば無鉄砲なのは親譲り。そのせいで子供（小供）の頃から損ばかりしているとのこと。家庭内で自分に対する愛情を表してくれたのは下女の清だけであった。物理学校の卒業生で、卒業後は校長の勧めを受け四国の中学校で数学教師になる。旗本の家の出で、多田満仲（ルビは「ただのまんじゅう」）の子孫と称している。敷島を吸う愛煙家（第五章、第七章）。酒については「飲む奴は馬鹿だ」という（第九章）。蕎麦が大好き（第三章）で、鮪のさし身、蒲鉾のつけ焼も好き（第七章）。喧嘩は好きな方（第十章）。よく夢を見る（第二章、第四章）。髪形は五分刈（第七、十章）。小学校の時分、同級生の挑発に乗って学校の二階から飛び降り、1週間ほど腰を抜かす。親類に貰ったナイフを見せた友人に「切れるナイフというなら指を切って見ろ」と注文され、右手親指の甲に切りつけて見せる。この傷跡は一生消えなかった（第一章）。嘘を吐くことや不正が嫌いで、理由を問わず他人がそれをすることも決して許さない。
一説には漱石自身とほぼ同時期に愛媛県尋常中学校の数学教師であった弘中又一がモデルとされている。他に、新潟県柏崎市生まれで関根学園高等学校の創立者・関根萬司をモデルとする説もある。
清（きよ）
坊っちゃんの家の下女。明治維新で落ちぶれた身分のある家の出身。
家族に疎まれる坊っちゃんを庇い、可愛がっている。何かにつけて「あなたは真っ直ぐで、よいご気性だ」と褒め、坊っちゃん自身は「よい気性なら清以外のものも、もう少し善くしてくれるだろう」と思い、「おれは、お世辞は嫌(きらい)だ」と答えるが、「それだから好いご気性です」と笑顔で褒める。そんな清に対して坊っちゃんは、地文では「自分の力でおれを製造して誇っている様に見える。少々気味がわるかった。」としており、それ以降も清の言葉に「今から考えると馬鹿馬鹿しい」「教育のない婆さんだから仕方がない」などと辛辣に語っているが、松山に発つ際の別れ際には、涙を浮かべる清に対して、泣かなかったが「もう少しで泣くところであった」と記述があり、坊っちゃんが清を慕う気持ちもうかがえる。坊っちゃんは、その清から三円借りている（このくだりで、「今となっては十倍にして返してやりたくても返せない」との記述があり、清が既に亡くなっていることが示唆されている）が、それを「帰さない」まま任地へ行ってしまった。
長年仕えた坊っちゃんの家が人手に渡ってしまった後は、裁判所に勤める甥の家に世話になっていた。坊っちゃんが松山に赴任してからも気にかけており、他人にあだ名を付けたり、癇癪を起こさないよう手紙を通じて諫言している。また後述の通り、坊っちゃんの兄から坊っちゃんを通して五十円を受け取り、それを「坊っちゃんが家を持つ時の足しに」と郵便局に貯金していたが、坊っちゃんが小遣いが無くて困っているだろうとその中から為替で十円を送っている（第七章）。松山に来て人間の様々な汚い面を知った坊っちゃんは、清がいかに「善人」で、「気立ての良い女」であったかを知ることになり、「一刻もはやく東京（江戸）へ帰って、清と一緒になるに限る」とまで思うようになる。坊っちゃんが教師を辞職して帰郷した際は涙を流して喜び、再び坊っちゃんと暮らすが、肺炎で他界し、小日向の養源寺に墓があることが語られて物語は終わる。
なお漱石の妻夏目鏡子の本名はキヨであるが、漱石の他の作品では、『門』の宗助のところ、『彼岸過迄』の松本のところなどでも、下女の名はキヨである。
兄
坊っちゃんの兄。
坊っちゃん曰く「いやに色が白い」顔立ちが特徴。実業家志望で英語を勉強していた。性格は坊っちゃん曰く「元来女の様な性分で、ずるい」ため坊っちゃんとは仲が良くないが、両親からは可愛がられていた。商業学校卒業後、家財のほとんどを叩き売って金に替え、坊っちゃんに六百円、清に五十円を渡して、新橋の停留所から九州に赴いた後、坊っちゃんとは会っていない。
おやじ
坊っちゃんの父親。
坊っちゃん曰く「何にもせぬ男」。頑固だがえこひいきは決してしない（ただし坊っちゃんには小遣いはやらず、何かにつけて「貴様はだめだ」と口癖のように叱っていた）。妻が亡くなってから6年後の正月に卒中で亡くなる。
母
坊っちゃんの母親。兄ばかり贔屓にする。坊っちゃんが台所でトンボ返りをした（この時、竃に胸を打ち付け痛めた）のに腹を立てて、「顔を見たくない」とまで言い放ち、親戚の家に泊まりに行っている間に病死した（第一章）。これには坊っちゃんも、「そんな大病ならもっと大人しくすれば良かった」と後悔している。
勘太郎
坊っちゃんの隣に住んでいた質屋の「山城屋」の倅。十三四。坊っちゃん曰く「弱虫」だが力は強い。坊っちゃんの二つばかり年上。栗を盗もうとした際に坊っちゃんにやられて「ぐう」と言った。
山嵐
数学の主任教師。名字は堀田。会津出身。
面構えは坊っちゃん曰く「(比)叡山の悪僧」。正義感の強い性格で生徒に人望がある。
赤シャツの陰謀により坊っちゃんとは仲違いもあったが、自分が坊っちゃんに下宿先にと勧めた「いか銀」の本性を知り、坊っちゃんに謝罪して以降は意気投合する。たびたび彼に陰湿ないたずらをする生徒たちの行為が職員会議で問題になり、当時坊っちゃんとは対立していたにもかかわらず、生徒を厳罰処分にするよう求める。一方で坊っちゃんが宿直中にもかかわらず学校を抜け出して温泉まで行ったことについてもしっかり釘を刺す（第六章）。外食を禁止していながら、芸者と密会している赤シャツと野だいこを坊っちゃんと一緒に懲らしめる（第十一章）などして友情を深める。ニッケル製の懐中時計を用いる（第十一章）。
一説には漱石とほぼ同時期に愛媛県尋常中学校に数学教師として着任していた渡部政和がモデルの一人とされている。
一説には漱石の上司であった嘉納治五郎と会津出身の漱石門下の皆川正禧の二つの縁から、会津出身で「山嵐」を得意技とした柔道家・西郷四郎をモデルの一人とする説もある。
赤シャツ
教頭。坊っちゃんの学校で唯一の帝大卒の文学士。
表向きは物腰柔らかく穏やかな口調だが陰湿な性格で、坊っちゃんと山嵐から毛嫌いされる。「赤はからだに薬になる」という理由で、通年フランネルの赤いシャツを着用する（第二章）。琥珀製のパイプを絹のハンカチで磨く。奏任官待遇（第四章）。金側の懐中時計（＝金時計）を用いる。マドンナを手なずけて婚約者のうらなりから横取りする（第七章）。独身、弟と一戸建て（家賃九円五十銭）に住む（第八章）。坊っちゃんが宿直した際の騒動後に飲食店の立ち入りを禁止された坊っちゃんに注意を加えたにもかかわらず、芸者と旅館で密会していたため、帰り道で野だいこと共に山嵐と坊っちゃんに懲らしめられる（第十一章）。坊っちゃんは下記の萩野夫人との会話で、学校の教師を自身のつけたあだ名で呼んで食い違いが生じる場面があるが、赤シャツだけはすんなりと伝わっている。
漱石の愛媛県尋常中学校教師赴任時代の教頭だった横地石太郎がモデルとする説もあるが、横地本人はこれを否定し、困惑・閉口した反応を示している。実際の横地と漱石は、愛媛時代には互いの家を訪問するなど親しく付き合い、漱石が熊本の第五高等学校に異動した後も交際した。また、当時の横地の渾名は「天神さん」であった。そもそも東京大学理学部を卒業した横地の学位は理学士で、文学士という設定の赤シャツとは異なり、漱石自身も講演録『私の個人主義』において「当時其中学に文学士と云ったら私一人なのだから、赤シャツは私の事にならなければならん」と断っている。これは赤シャツが漱石自身というよりも、若い教師たちから文学士である自分が煙たがられていないかといった不安の反映であると同時に、東京帝大出を鼻にかけて権力を振りまわすような傾向が教育界にあってはならないことを同窓に警告しているとする説がある。
赤シャツの弟
坊っちゃんに代数と算術を教わっている。坊っちゃん曰く「至って出来のわるい子」で、「渡りものだから、生まれ付いての田舎者よりも人が悪い」。赤シャツの策略の手先としても使われたことがある。
小鈴
赤シャツの馴染みの芸者。角屋で働いている。芸者の中では一番若くて美人。
野だいこ
画学教師。東京出身。赤シャツの腰巾着。名字は吉川。江戸っ子を自称しており、芸人ふうに「…でげす」（…です、の意）と言う。
気に入らないものに陰口を叩いたり、赤シャツなど上司におべっかを使うため、坊っちゃんからは初対面の時に「こんなのが江戸っ子なら、江戸には生まれたくないものだ」と苦々しく思われ、第五章では「たくあん石をつけて、海の底へでも沈めちまうのが日本のため」と断言されるなど赤シャツ以上に良く思われていない。坊っちゃんがいか銀の下宿を飛び出した翌日、ちゃっかり坊っちゃんのいた部屋に住み着く（第七章）。赤シャツと様々な悪巧みをするが、芸者と密会した帰り道で山嵐と坊っちゃんに懲らしめられる（第十一章）。
一説には漱石の愛媛県尋常中学校教師赴任時代の画学教師だった高瀬半哉がモデルとされている。
うらなり
英語教師。名字は古賀。
お人好しで消極的な性格。青白いながらふくれた容姿の持ち主で、子供の頃に同じように青くふくれている人物について清から「あれはうらなりのとうなすばかり食べているからああなった」と聞いたことを思い出した坊っちゃんから「うらなり」と名づけられた。
マドンナの婚約者であったが、1年前のうらなりの父の急死で結婚が延びていた間に赤シャツがマドンナと交際をはじめてしまい、赤シャツの陰謀（表向きは家庭の事情）で再三拒否したにもかかわらず言い含められて延岡に転属になる（第九章）。山嵐と並んで坊っちゃんの理解者の一人であり、いか銀を退去した坊っちゃんに萩野夫婦の下宿人になることを勧める（第七章）。
一説には漱石の愛媛県尋常中学校教師赴任時代の英語教師だった梅木忠朴がモデルとされている。
マドンナ
うらなりの婚約者だった令嬢。名字は遠山。マドンナは教師たちの間でのあだ名。
赤シャツと交際している。坊っちゃん曰く、「色の白い、ハイカラ頭の、背の高い美人」、「水晶の珠を香水で暖ためて、掌へ握ってみたような心持ち」の美人。作中のキーパーソンだが、発言はなく出番もわずかなマクガフィン的な存在。坊っちゃんとの関係は、作中では坊っちゃんが一方的に注目しているだけで、彼女自身は坊っちゃんのことを全く知らない。うらなりの人柄を買っている坊ちゃんはマドンナを「こんな結構な男を捨てて赤シャツになびくなんて、よっぼど気の知れないおきゃん」と評した。
一説には松山市の軍人の娘であった遠田ステがモデルの一人とされている。
マドンナの母親
坊っちゃんの推測による母親らしき人物。歳は四十五六。背は低いが顔がよく似ている。
狸
坊っちゃんの学校の校長。事なかれ主義の優柔不断な人物。奏任官待遇（第四章）。
一説には漱石の愛媛県尋常中学校教師赴任時代の校長だった住田昇がモデルの一人とされている。
生徒たち
坊っちゃんの学校の教え子。
新米教師である坊っちゃんの私生活を尾行してからかったり（第三章）、宿直中の坊っちゃんの蚊帳の中にイナゴを入れる（第四章）など手の込んだいたずらをするが、たびたびしらを切り坊っちゃんを怒らせる。のちに職員会議で問題になり、山嵐の訴えで坊っちゃんに直接謝罪したうえで一週間の謹慎となる。
以後はいたずらをしなくなったものの坊っちゃんをからかうこともあり、彼からは「心から後悔していない」と言われた。第十章では、犬猿の仲である師範学校の生徒たちと喧嘩をして山嵐が免職されるきっかけを作ってしまう。
いか銀
坊っちゃんが山嵐に勧められて最初に下宿した骨董屋。
坊っちゃんを始めとする下宿人に骨董品を売りつけようとするが、坊っちゃんが取り合わないため、無実の罪を着せて坊っちゃんを追い出す。第九章で、販売していた骨董品は贋物であったことが山嵐によって語られた。
萩野夫妻
鍛冶屋町に住む老夫婦。旦那は謡が趣味。
いか銀を退去し、うらなりの母の勧めで訪れた坊っちゃんを自宅の一室に住まわせる（第七章）。坊っちゃん曰く「士族だけあって上品だが、惜しいことに食い物がまずい」。庭には蜜柑の木がある。
特に夫人はかなりの情報通であり、坊っちゃんにマドンナ事件やうらなりの延岡転任の真相を教える。坊っちゃんが赤シャツからの増給を断ろうとした際は諌めたが「俺の月給は上がろうと下がろうと俺の月給」と聞き入れられなかった（第八章）。

## 作品の成立
漱石自身が高等師範学校（後の東京高等師範学校、旧東京教育大学、現在の筑波大学の前身）英語嘱託となって赴任を命ぜられ、愛媛県尋常中学校（松山東高校の前身）で1895年（明治28年）4月から教鞭をとり、1896年（明治29年）4月に熊本の第五高等学校へ赴任するまでの体験を下敷きにして、後年書いた小説である。
漱石は本作を10日足らずで書き上げた。
現在読まれている本文は、『ホトトギス』編集者である高浜虚子による手が加わっている。漱石は虚子宛て書簡において松山方言の添削を依頼しているが、漱石直筆原稿を検討した渡部江里子は、虚子の「手入れ」が「方言の手直しを越えた改変」にも及んでいることを指摘している。渡部は漱石の依頼を越えた「虚子の越権行為」と判断しており、現行のテキストをそのまま受容してよいか議論の必要を提起している。
また漱石の初稿では、坊っちゃんの赴任先は「四国辺」ではなく「中国辺の中学校」となっていた。ここから本作と官立山口高等中学校との関連を指摘する論考もある。

## 「坊っちゃん」の表記
一般的表記（当時の小宮豊隆ら）は、「坊つちやん」、現代表記では、「坊っちゃん」。初出である『ホトトギス』第九巻第七号の目次の表記は「坊っちやん」である。漱石自身は、自筆原稿の表紙や最後の149枚目にあるとおり、「坊っちやん」とも「坊つちやん」とも書いている。印刷物など、「坊ちゃん」と表記されるケースも多い。

## 批評・分析
井上ひさしは、『坊っちゃん』の映像化が、ことごとく失敗に終わっているとする個人的見解を述べ、その理由として、『坊っちゃん』が、徹頭徹尾、文章の面白さにより築かれた物語であるからと主張している。
丸谷才一は、清は、主人公である坊っちゃんの生みの母であるという説を提出した。

## 翻案

### 映画
- 『坊つちゃん』（1935年、監督山本嘉次郎、坊っちゃん：宇留木浩、マドンナ：夏目初子、清：英百合子、山嵐：丸山定夫、赤シャツ：森野鍛冶哉、野だいこ：東屋三郎、うらなり：藤原釜足、狸：徳川夢声）
- 『坊っちゃん』（1953年、監督丸山誠治、坊っちゃん：池部良、マドンナ：岡田茉莉子、清：浦辺粂子、山嵐：小沢栄、赤シャツ：森繁久弥、野だいこ：多々良純、うらなり：瀬良明、狸：小堀誠）
- 『坊っちゃん』（1958年、監督番匠義彰、坊っちゃん：南原伸二、マドンナ：有馬稲子、清：英百合子、山嵐：伊藤雄之助、赤シャツ：トニー谷、野だいこ：三井弘次、うらなり：大泉滉、狸：伴淳三郎）
- 『坊っちゃん』（1966年、監督市村泰一、坊っちゃん：坂本九、マドンナ：加賀まりこ、山嵐：三波伸介、赤シャツ：牟田悌三、野だいこ：藤村有弘、うらなり：大村崑、狸：古賀政男、小使：三木のり平、その他：桜むつ子）
- 『坊っちゃん』（1977年、監督前田陽一、坊っちゃん：中村雅俊、マドンナ：松坂慶子、清：荒木道子、山嵐：地井武男、赤シャツ：米倉斉加年、野だいこ：湯原昌幸、うらなり：岡本信人、狸：大滝秀治、小夜：五十嵐めぐみ、〆香：宇津宮雅代、小使：今福将雄）

詳しくは『坊つちやん (映画)』を参照。

### テレビドラマ
- 『坊っちゃん』（1957年、日本テレビ、坊っちゃん：宍戸錠、赤シャツ：十朱久雄、野だいこ：西川敬三郎、うらなり：春日俊二、その他：村瀬幸子、浜田寅彦）
- 『坊っちゃん』（1960年、NET（現テレビ朝日）、坊っちゃん：高島忠夫、マドンナ：安西郷子、山嵐：田島義文、赤シャツ：十朱久雄、野だいこ：谷晃、うらなり：瀬良明、狸：中村是好）
- 『坊っちゃん』（1965年、フジテレビ、坊っちゃん：市川染五郎、マドンナ：喜浦節子、山嵐：加藤武、赤シャツ：北村和夫、野だいこ：三木のり平、狸：三島雅夫）
- 『坊っちゃん』（1966年1月1日、NHK、坊っちゃん：津川雅彦、マドンナ：入江若葉、山嵐：ハナ肇、赤シャツ：佐藤慶、野だいこ：谷啓、うらなり：石橋エータロー、その他：益田喜頓、横山道代、浦辺粂子、なべおさみ）[22]
- 『坊っちゃん』（1968年、MBS、坊っちゃん：石田太郎、マドンナ：三井美奈、山嵐：名古屋章、赤シャツ：仲谷昇、野だいこ：藤岡琢也、うらなり：西本裕行、狸：高木均）
- 『ザ・ドリフターズの坊っちゃん』（1970年、NET、坊っちゃん：加藤茶、マドンナ：松原智恵子、山嵐：荒井注、赤シャツ：いかりや長介、野だいこ：仲本工事、うらなり：高木ブー）
- 『坊っちゃん』（1970年、日本テレビ、坊っちゃん：竹脇無我、マドンナ：山本陽子、山嵐：田村高廣、赤シャツ：米倉斉加年、野だいこ：牟田悌三、うらなり：小松政夫、狸：松村達雄、その他：財津一郎、木田三千雄、佐々木すみ江、江戸家小猫、野島昭生、安原義人）
- 『新・坊っちゃん』（1975年、NHK、坊っちゃん：柴俊夫、マドンナ：結城しのぶ、山嵐：西田敏行、赤シャツ：河原崎長一郎、野だいこ：下條アトム、うらなり：園田裕久、狸：三國一朗）
- 『新 坊っちゃん』（フジテレビ、坊っちゃん：渡辺徹、伊藤麻衣子、下川辰平、庄司永建、小野ヤスシ、及川ヒロオ、八木昌子、奥田圭子（奥田佳子）、藤井一子、小沢なつき、石丸謙二郎、佐渡稔、嶋英二、幸内康雄、花井直孝、工藤静香、利根川龍二、向井薫、原作：羽里昌『その後の坊っちゃん』）
- 『坊っちゃん -人生損ばかりのあなたに捧ぐ-』（1994年、NHK、坊っちゃん：本木雅弘、マドンナ：千堂あきほ、清：加藤治子、山嵐：所ジョージ、赤シャツ：江守徹、野だいこ：渡辺いっけい、うらなり：宮川一朗太、狸：フランキー堺、ぎん：由紀さおり、森田：中条静夫、モナリザ：高岡早紀）脚本：内舘牧子
- 『坊っちゃんちゃん』（1996年、TBS、坊っちゃん：郷ひろみ、マドンナ：清水美砂、清・クロ（二役）：樹木希林、いか銀：名古屋章、山嵐：金田明夫、赤シャツ：井上順、野だいこ：嶋大輔、うらなり：平田満、狸：ケーシー高峰、坊っちゃんの教え子：仲間由紀恵）
- 『坊っちゃん』（2016年、フジテレビ、坊っちゃん：二宮和也、マドンナ：松下奈緒[23]、山嵐：古田新太、赤シャツ：及川光博、野だいこ：八嶋智人、うらなり：山本耕史、狸：岸部一徳、清：宮本信子、物理学校校長：佐藤浩市、マドンナの父：小林薫、マドンナの母：浅野ゆう子、夏目漱石：又吉直樹）[24][25][26]
- 『"くたばれ" 坊っちゃん』（2016年、NHK BSプレミアム、矢崎純平：勝地涼、老人：山﨑努、高砂ゆかり：瀧本美織）[27]

詳しくは『坊つちやん (テレビドラマ)』を参照。

### アニメ
『坊っちゃん』（1980年6月13日・フジテレビ版）
- スタッフ
  - 監修：出崎統、キャラクター原画：モンキー・パンチ、アニメーション制作：東京ムービー新社

- キャスト
  - 坊っちゃん：西城秀樹、山嵐：納谷悟朗、赤シャツ：八奈見乗児、野だいこ：田の中勇、狸：永井一郎、うらなり：山田康雄、清：麻生美代子、チビ：野沢雅子、北村弘一、鈴木れい子、嶋俊介、ナレーター：久米明

- 音楽
  - オープニング「酔歌」
    - 作詞 - 島崎藤村 / 作曲  - 渡辺岳夫 / 歌 - デューク・エイセス

  - エンディング「東西南北」
    - 作詞 - 島崎藤村 / 作曲  - 渡辺岳夫 / 歌 - デューク・エイセス

  - 挿入歌「荒城の月」
    - 作詞 - 土井晩翠 / 作曲 - 滝廉太郎  / 歌 - 西城秀樹

当時フジテレビで放送されていた『日生ファミリースペシャル』の中の一作品として放送された。マドンナは登場するが、セリフが一切ない。

『坊っちゃん』（1986年日本テレビ版）
- キャラクターデザイン：本宮ひろ志
- 声の出演
  - 坊っちゃん：安原義人、山嵐：飯塚昭三、赤シャツ：中村正、野だいこ：はせさん治、狸：神山卓三、うらなり：林一夫、清：京田尚子、マドンナ：滝沢久美子、語り手：木内みどり

日本テレビで放送された「青春アニメ全集」の中の一作品として放送された。

### 舞台・ミュージカル
- 夏休み特別企画「坊っちゃん」 （1987年8月、大阪・新歌舞伎座、坊っちゃん役：近藤真彦、マドンナ役：宮崎萬純）
- アイ・ラブ・坊っちゃん（1992年初演、音楽座公演）
  - 漱石の日常と「坊っちゃん」の世界が二重構造で展開されるミュージカル。1993年、1995年、2000年、2007年に再演。2000年公演時の坊っちゃん役は中村繁之
- 『赤シャツ』（2001年初演、劇団青年座公演、脚本：マキノノゾミ、演出：宮田慶子）
  - 赤シャツの視点から展開されるストーリー。坊っちゃんからは見えていなかった裏の事情を描く。
- ミュージカル『坊っちゃん!』（2006年、劇団わらび座公演、脚本・演出：ジェームス三木、音楽：飯島優、振付：室町あかね）
- 明治芸能祭『坊っちゃん』（2018年、明治150周年記念事業、明治村・呉服座、脚本・演出：尾平晃一　制作　Entertainment Project Beat）
  - 「坊っちゃん」が幼い頃から松山へ行くまでを描いた、笑いあり感動ありのオリジナルストーリー。

### 漫画
- 『坊ちやん繪物語』（1917年、作画：岡本一平）
- 『漫画坊つちやん』（1918年、作画：近藤浩一路）[30]
- 『坊っちゃん』（作画：水島新司） - 若干アレンジしてある。1965年、日の丸文庫[31]。
- 『坊っちゃん』（作画：もりたじゅん） - 『りぼんコミックス』1968年9月号[32]。
- 『坊っちゃん』（作画：モンキー・パンチ）[33] - 『マンガ少年』1980年6・7月号に掲載。先述のスペシャルアニメ版放送に先駆け、キャラクター原案担当のモンキー・パンチによって漫画化。
- 『坊っちゃん』（作画：一峰大二、構成：辻真先）1987年、暁教育図書、『コミグラフィック. 日本の文学』[34][35]
- 『BOCCHAN 坊っちゃん』（作画：江川達也） - 『コミック・ガンボ』連載、「坊っちゃんは、明治のサムライである」という観点の元、『坊っちゃん』を江川流の解釈でコミカライズした作品。2007年、ガンボコミックス、ISBN 9784903955018[36]。
- 『マンガ 坊っちゃん : 英語圏版』（増山和恵 (著), マンガ：月館蛍人 (著)） - 2011年、ゆまに書房、ISBN 978-4843335260[37][38]
- 『坊っちゃん♥』（作画：大和田秀樹）- 『別冊漫画ゴラク』、『漫画ゴラクスペシャル』で連載されたギャグマンガ[39]。坊っちゃんを男勝りのために坊っちゃんとあだ名を付けられた女性にする、うらなりが延岡への転勤が決まった後もまだ松山に留まっており、赤シャツ達の陰謀を免職後の坊っちゃんと山嵐に伝えるなどの大胆な改編がされているが物語は基本的に原作に準じて展開する。2016年、ISBN 9784537134186[40]。

## 関連作品・パロディ

### 小説
- 三四郎『坊ちゃんのその後』191?年。『坊つちゃん』の続編[41]。
- 石原豪人『謎とき・坊っちゃん 夏目漱石が本当に伝えたかったこと』飛鳥新社、2004年7月。ISBN 4-87031-626-9。 - 作品の疑問点は、登場人物が全員ゲイなら説明がつくという著作。
- 内田康夫『坊っちゃん殺人事件』角川書店〈角川文庫〉、2003年5月。ISBN 4-04-160758-2。
- 奥泉光『坊ちゃん忍者幕末見聞録』中央公論新社〈中公文庫〉、2004年10月。ISBN 4-12-204429-4。
- かんべむさし『宇宙の坊っちゃん』徳間書店〈徳間文庫〉、1986年9月。ISBN 4-19-578140-X。
- 小林信彦『うらなり』文藝春秋〈文春文庫 こ6-24〉、2009年11月。ISBN 978-4-16-725624-1。 - 延岡に転属となった英語教師古河（うらなり）のその後という設定で、原作の騒動をうらなり側から描く。
- 羽里昌『その後の坊っちゃん』潮出版社、1986年5月。ISBN 4-267-01089-7。-タイトルは「その後の坊っちゃん」だが、坊っちゃんそのものではなく、モデルとされている弘中又一を主人公にして、松山から徳島に転任になった「坊っちゃん」のその後を描く。回想シーンでは「夏目金之助（漱石）」も登場する。
- ビートたけし『たけしの新・坊っちゃん』太田出版、1986年8月。ISBN 4-900416-10-X。
- 万城目学『鹿男あをによし』幻冬舎〈幻冬舎文庫 ま-17-1〉、2007年4月。ISBN 978-4-344-41466-2。 - 期間限定で東京近郊から地方に赴任した教師の赴任 - 帰郷までの時間軸、キャラクター設定、生徒にいたずらされる内容、教頭とトラブルを起こし最後は陰湿な手段でクビ同然に辞めさせられるなど、本作品を本歌取りした作品である。ドラマ版に出演した児玉清も「あの名作『坊っちゃん』が百年の時の壁を超えて現代に甦ったか」と文庫版に書評を寄せている。
- 柳広司『贋作『坊っちゃん』殺人事件』角川書店〈角川文庫 16552〉、2010年11月。ISBN 978-4-04-382905-7。 - 坊っちゃんが再び松山に渡り、赤シャツの首吊り自殺の真相究明に乗り出す。
- 山田風太郎『牢屋の坊っちゃん』筑摩書房〈ちくま文庫〉、1997年10月。ISBN 978-4-48-003352-9。

### その他
- 『「坊っちゃん」の時代』（原作:関川夏央 作画:谷口ジロー） - 本作執筆中の漱石を中心に明治末期の文学者達を描いた作品。
- テレビドラマ『浅見光彦シリーズ』「坊っちゃん殺人事件」（2001年9月24日放送）
- 『赤シャツの逆襲』 - 南海放送制作のラジオドラマおよびテレビドラマ。本作の登場人物の「赤シャツ」をフィーチャーしたオリジナル作品。
- アニメ『ヤッターマン』の第103話「シッパイツァーだコロン」（1978年12月23日放送）では、ゾロメカが坊っちゃん仕立てとなっている。ヤッターマン側がカボッチャン（カボチャ+坊っちゃん）・イモアラシ（イモ+山嵐）、ドロンボー側がアカシャツノカブ（赤シャツ+カブ）・ノダイコン（野だいこ+ダイコン）・プリマドンナ。
- アニメ『イタダキマン』の第11話「かんぱい坊っちゃん先生」（1983年7月2日）では、なぜかロッキー山脈に坊っちゃん（声：井上和彦）の分教場が所在、そこへ、オシャカパズルで妖力を手に入れた校長ダヌキ（声：西尾徳）率いるタヌキ軍団が、タヌキ狩りをした人間に復讐し「タヌキ帝国」を建造しようと現れる。クライマックスは、二束三文トリオ（三悪）によって校長ダヌキは釜型メカ「ブンブクチャガーマ」に変身するも、イタダキマンの「ブーダマゾロメカ」（胴体が玉になっているブタ）によって崖から転落し敗北。

## 「坊っちゃん」を付けた施設・商品など

松山城山ロープウェイ東雲口駅前に設置された「坊っちゃんとマドンナ像」

作中では舞台は「四国」としか表現されていないが、漱石の経歴および作中の描写（語尾の「ぞな、もし」が特徴的な方言、県庁と温泉があるなど）から、愛媛県松山市が舞台であると推測される。
このことから、作中での扱いは「野蛮な所」「気の利かぬ田舎もの」「猫の額ほどな町内」などと非常に悪いものの、松山市内及びその周辺部には本作にちなんで「坊っちゃん」（「坊ちゃん」と誤表記しているものも散見される）や「マドンナ」を冠した物件や商品などが多数存在する。代表的なものは下記のとおりである。
- 坊っちゃん湯（道後温泉本館のこと）
- 坊っちゃん列車
- 坊っちゃんスタジアム（サブグラウンドは「マドンナスタジアム」）
- 坊っちゃんエクスプレス（松山－高松間の高速バス。なお岡山方面は「マドンナエクスプレス」）
- 坊っちゃん団子
- 坊っちゃん文学賞
- 坊っちゃん劇場
- ぼっちゃりん（松山けいりん公式マスコット）
- 「松山マドンナ大使」（観光大使）

また、坊っちゃんが進学した設定である東京物理学校の後身、東京理科大学では創立125周年を記念してイメージキャラクター「坊っちゃん」「マドンナちゃん」が制定されている。この他同大学の出版物に「坊っちゃん」を冠するなどの活動を行っている。